# 올챙이 구애 작전
"올챙이 구애 작전"은 한국에서 제작된 조문진 감독의 1974년 영화이다. 하명중 등이 주연으로 출연하였고 김진관 등이 제작에 참여하였다.

## 출연

### 주연
- 하명중
- 김수아
- 박암